# І-16
І-16 (рос. И-16), також загальновживані імена: «Ішак», «Ішачок»; «Rata»; «Mosca», серед іспанських республіканців; «Ластівка» в Китаї. Радянський одномісний фронтовий винищувач 1930-х років, одномоторний моноплан, перший серійний літак з шасі, що прибирається. Розроблено ДКБ Полікарпова. І-16 проявив свої високі бойові якості в локальних збройних конфліктах напередодні Другої світової війни та під час неї.

## Тактико-технічні дані та опис

### Конструкція
Фюзеляж літака веретеноподібної форми, утворювався шляхом «надягання» виклеєної оболонки на ажурний каркас, зібраний із одинадцяти шпангоутів, чотирьох лонжеронів та восьми стрингерів. Матеріал каркаса — сосна, ясен, березова фанера «Прима». В місцях, які потребують посилення, встановлювалися сталеві підкоси. Оболонку фюзеляжу виклеювали з березового шпону за допомогою казеїнового клею на спеціальному формоутворюючому болвані. Кожен шар шпону орієнтувався перпендикулярно по відношенню один до одного, а до поздовжньої осі літака — під кутом 45°. Оболонка складалася з лівої та правої половин, товщина від рами № 1 до рами № 7 у верхній частині 5,5 мм, у нижній частині 2,5 мм. Хвостова частина від рами № 7 мала товщину 2,0 мм. Оболонка фюзеляжу встановлювалася на каркас, фіксувалася казеїновим клеєм та оцинкованими цвяхами. Всі місця з'єднань, окантовок і вирізів посилювалися фанерними накладками. Заліз з'єднання фюзеляжу з крилом, також виклеювався на формоутворюючому болвані та приєднувався після стикування центроплана. Після цієї операції вся дерев'яна поверхня фюзеляжу ззовні вкривалася нітроклеєм, потім нітрошпаклевкою, після чого обклеювалася міткалевим полотном, ще раз шпаклювалася та фарбувалася. З внутрішньої сторони на фюзеляж наносилася ґрунтова фарба, далі вкривався емаллю.
Конструкція елеронів і хвостового оперення з дюралюмінію, з подальшим покриттям полотном.
Крило. Лобова частина крила зашивалася зверху на 44,5 %, а знизу на 14,5 % дюралевою обшивкою, завтовшки 0,6 мм. Після цього, все крило обтягувалися полотном та вкривалося чотирма шарами безбарвного аеролака, а потім фарбою.
Шасі. Підйом та випуск шасі здійснювався за допомогою механічного підйомника, розташованого по правому борту кабіни пілота, шляхом намотування тросу на барабан. Дія вимагала 44 оберта. Хвостова опора виконана у вигляді милиці. На останніх серіях милицю замінило невелике колесо діаметром 150 мм.

### Озброєння
З самого початку І-16 озброювався новітнім кулеметом ШКАС калібру 7,62 мм. Первісно два ШКАСи були встановлені в крилах, давали при стрільбі багато відмов. Причина полягала в тому, що розробники літака встановили кулемет в перевернутому положенні — так виявилося зручніше його конструктивно ув'язати. Механіка кулемета почала давати збої, однак перші І-16 випуску 1934 так і літали з ненадійним озброєнням. Згодом цей недолік було усунуто. Надалі, на заводі № 21, бригада інженерів під керівництвом конструктора Боровкова встановила третій синхронний ШКАС в нижній частині фюзеляжу. Машина одержала позначення І-16 тип 6. У квітні 1936 конструктор літака Микола Миколайович Полікарпов запропонував проект І-16 озброєного гарматами, на додаток до наявних кулеметів. Згодом дві авіаційні гармати ШВАК, разом з двома кулеметами ШКАС, було встановлено на дрібносерійному І-16 тип 12, а надалі на типах 17, 27 та 28. Проведена в 1939 модернізація на додаток до двох синхронних ШКАСів додала великокаліберний кулемет БС, розміщений між нішами шасі. Згодом Березін розробив нову модель, УБ (Універсальний Березіна), що пішла в серію з 1941.

### ТТД за типами літаків
| Технічні характеристики                             | Технічні характеристики | Технічні характеристики | Технічні характеристики | Технічні характеристики | Технічні характеристики | Технічні характеристики | Технічні характеристики | Технічні характеристики | Технічні характеристики | Технічні характеристики | Технічні характеристики |
| Тип І-16                                            | 4                       | 5                       | 10                      | 12 (І-16П)              | 15 (УТИ-4)              | 17                      | 18                      | 24                      | 27                      | 28                      | 29                      |
| --------------------------------------------------- | ----------------------- | ----------------------- | ----------------------- | ----------------------- | ----------------------- | ----------------------- | ----------------------- | ----------------------- | ----------------------- | ----------------------- | ----------------------- |
| Екіпаж                                              | 1 (пілот)               | 1 (пілот)               | 1 (пілот)               | 1 (пілот)               | 2                       | 1 (пілот)               | 1 (пілот)               | 1 (пілот)               | 1 (пілот)               | 1 (пілот)               | 1 (пілот)               |
| Довжина, м                                          | 5,860                   | 5,985                   | 6,074                   | 5,985                   | 5,985                   | 6,074                   | 6,074                   | 6,130                   | 6,074                   | 6,13                    | 6,13                    |
| Розмах крил, м                                      | 9,0                     | 9,0                     | 9,004                   | 9,004                   | 9,004                   | 9,004                   | 9,004                   | 9,004                   | 9,004                   | 9,004                   | 9,004                   |
| Висота, м                                           | 3,25                    | 3,25                    | 3,25                    | 3,25                    | 3,25                    | 3,25                    | 3,25                    | 3,25                    | 3,25                    | 3,25                    | 3,218                   |
| Площа крил, м²                                      | 14,5                    | 14,5                    | 14,5                    | 14,5                    | 14,5                    | 14,5                    | 14,5                    | 14,5                    | 14,5                    | 14,5                    | 14,5                    |
| Маса порожнього, кг                                 | 961                     | 1118,5                  | 1327                    | 1160                    | 1156,2                  | 1425,5                  | 1433,5                  | 1490                    | 1335,5                  | 1403,1                  | 1547                    |
| Маса споряженного, кг                               | н/д                     | н/д                     | н/д                     | н/д                     | 1 353,2                 | н/д                     | н/д                     | 1 751                   | н/д                     | н/д                     | 1 776                   |
| Нормальна злітна вага, кг                           | 1354                    | 1508                    | 1716                    | 1718                    | 1458,2                  | 1810                    | 1830                    | 1941                    | 1807,9                  | 1988                    | 1966                    |
| Маса корисного навантаження, кг                     | н/д                     | н/д                     | н/д                     | н/д                     | 342                     | н/д                     | н/д                     | 451                     | н/д                     | н/д                     | 419                     |
| Маса палива, кг                                     | н/д                     | н/д                     | н/д                     | н/д                     | 105                     | н/д                     | н/д                     | 190                     | н/д                     | н/д                     | 190                     |
| Двигун                                              | М-22                    | М-25А                   | М-25В                   | М-25А                   | М-25А                   | М-25В                   | М-62                    | М-63                    | М-62                    | М-63                    | М-63                    |
| Потужність, к. с.                                   | 480                     | 730                     | 750                     | 730                     | 730                     | 750                     | 800                     | 900                     | 800                     | 900                     | 900                     |
| Льотні характеристики                               |                         |                         |                         |                         |                         |                         |                         |                         |                         |                         |                         |
| Тип І-16                                            | 4                       | 5                       | 10                      | 12 (І-16П)              | 15 (УТИ-4)              | 17                      | 18                      | 24                      | 27                      | 28                      | 29                      |
| Максимальна швидкість на висоті, км/г / висота в м. | 362 / 0 346 / 2000      | 390 / 0 445 / 2700      | 398 / 0 448 / 3160      | 393 / 0 431 / 2400      | 398 / 0 450 / 2800      | 385 / 0 425 / 2700      | 413 / 0 461 / 4400      | 440 / 0 489 / 4800      | н/д                     | 427 / 0 463 / 2000      | 419 / 0 470 / 4480      |
| Посадочна швидкість, км/г                           | 107                     | 117                     | 126                     | 129                     | 118                     | 131                     | 132                     | 130,5                   | 131                     | 150                     | 131                     |
| Швидкість вертикальна у землі, м/хв                 | н/д                     | н/д                     | н/д                     | н/д                     | н/д                     | н/д                     | н/д                     | 938                     | н/д                     | н/д                     | н/д                     |
| Практична дальність, км                             | 680                     | 540                     | 525                     | 520                     | 364                     | 417                     | 485                     | 440                     | 458                     | н/д                     | 440                     |
| Практична стеля, м                                  | 7440                    | 9100                    | 8270                    | 8240                    | 8960                    | 8240                    | 9300                    | 9700                    | н/д                     | 9950                    | 9800                    |
| Швидкопідйомність, м/с                              | 11,4                    | 14,2                    | 14,7                    | 11,5                    | 14,8                    | 11,5                    | 17,2                    | 14,7                    | н/д                     | 15,6                    | 14,7                    |
| Час набору висоти, м/хв                             | 3000 / 4,4 5000 / 9,9   | 3400 / 4,0 5400 / 7,7   | 3000 / 3,4 5000 / 6,9   | 3000 / 4,36 5000 / 8,9  | 3000 / 3,38 5000 / 6,39 | 3000 / 4,36 5000 / 8,9  | 3000 / 2,9 5000 / 5,4   | 3000 / 3,4 5000 / 5,2   | н/д                     | 3000 / 3,2 5000 / 5,55  | 3000 / 3,3 5000 / 5,8   |
| Час віражу, с                                       | 12-14                   | 14-15                   | 16-18                   | 16-17                   | 16-18                   | 17-18                   | 17                      | 17-18                   | 17-18                   | 17-19                   | 16-17                   |
| Довжина розбігу, м                                  | н/д                     | 220                     | 260                     | 275                     | 248                     | 280                     | 210                     | 260                     | 230                     | 210                     | н/д                     |
| Довжина пробігу, м                                  | н/д                     | 200                     | 288                     | 395                     | 278                     | 405                     | 475                     | 300                     | 405                     | 240                     | н/д                     |
| Навантаження на крило, кг/м²                        | 93,1                    | 103,5                   | 118                     | 118                     | 100                     | 124                     | 125                     | 133                     | 124,2                   | 136,5                   | 135                     |
| Тягооснащеність, Вт/кг                              | 362                     | 353                     | 321                     | 329                     | 360                     | 304                     | 321                     | 353,6                   | н/д                     | н/д                     | 350                     |
| Озброєння                                           |                         |                         |                         |                         |                         |                         |                         |                         |                         |                         |                         |
| Тип І-16                                            | 4                       | 5                       | 10                      | 12 (І-16П)              | 15 (УТИ-4)              | 17                      | 18                      | 24                      | 27                      | 28                      | 29                      |
| Гарматно-кулеметне, кількість×калібр в мм           | 2×7,62 ШКАС             | 2×7,62 ШКАС             | 4×7,62 ШКАС             | 2×20 ШВАК 2×7,62 ШКАС   | відсутне                | 2×20 ШВАК 2×7,62 ШКАС   | 4×7,62 ШКАС             | 4×7,62 ШКАС             | 2×20 ШВАК 2×7,62 ШКАС   | 2×20 ШВАК 2×7,62 ШКАС   | 1×12,7 УБС 2×7,62 ШКАС  |
| Сумарна потужність зброї, кВт                       | н/д                     | н/д                     | 392                     | 1016                    | 0                       | 1016                    | 392                     | 392                     | 1016                    | 1016                    | 433                     |
| Секундний залп, кг                                  | н/д                     | н/д                     | 1,16                    | 3,14                    | 0                       | 3,14                    | 1,16                    | 1,16                    | 3,14                    | 3,14                    | 1,22                    |
| Загальна вага зброї, кг                             | н/д                     | н/д                     | 44                      | 106                     | 0                       | 106                     | 44                      | 44                      | 106                     | 106                     | 44                      |

## Історія створення

### Початковий період
На початку 1932 у авіаконструктора М. М. Полікарпова з'являються перші ескізи майбутнього І-16, що згодом отримав робоче позначення ЦКБ-12. Розробку перспективного швидкісного літака конструктор почав влітку 1932, в ініціативному порядку. У травні 1933 року ВПС РСЧА виявляють зацікавленість до проекту та видають Полікарпову на нього завдання. У листопаді 1933 року керівництву ВПС показаний дерев'яний макет ЦКБ-12. Прототип був представлений у двох варіантах капотування двигуна: з кільцем Тауненда і капотом NACA. Після аеродинамічних випробувань конструктори зупинилися на капоті NACA. Фюзеляж літака веретеноподібної форми, з шасі, що прибираються вручну лебідкою (44 оберти), закритий ліхтар кабіни. 22 листопада 1933 Рада Праці та Оборони СРСР приймає рішення про запуск літака у серійне виробництво під позначенням «І-16». Наприкінці 1933 були побудовані два прототипи: з радянським двигуном М-22 і американським «Райт-Циклон» F-2 (не висотний варіант).

### Випробування
30 грудня 1933 льотчик-випробувач заводу № 39 В. П. Чкалов вперше підняв в небо ЦКБ-12 з двигуном М-22 обладнаний лижами (що не прибиралися), показавши непогану швидкість — 303 км/г на висоті 1000 м та 283 км/г на висоті 5000 м. 18 лютого 1934 відбувся політ другого прототипу, теж обладнаний такими  лижами, але з двигуном «Райт-Циклон» F-2, з трилопатевим повітряним гвинтом «Гамільтон Стандарт». Цього разу результат був ще кращий — на висоті 1000 м була досягнута швидкість 361 км/г. Чкалов вважав новий літак складним в пілотуванні. В лютому 1934 року обидві дослідні машини були підготовлені для першого етапу Державних випробувань. Випробування та доведення літака тривали до жовтня 1934. 16 лютого 1934 літак з двигунами М-22 та «Райт-Циклон» F-2 облітали відповідно льотчики-випробувачі Коккінакі та Степанчонок, так само на лижах. Пізніше літак з двигуном М-22 випробували Юмашев та Чернавський. Спільна думка випробувачів — літак небезпечний в управлінні, але льотні характеристики і головне швидкість, під час випробувань були отримані непогані. 1 і 2 березня 1934 Чкалов здійснив 75 зривів на штопор, які показали відмінні результати при виведенні з нього.
22 березня 1934 почалися експлуатаційні випробування на Качинському аеродромі у Криму. Машина під керуванням Коккінакі з двигуном М-22 літала з прибраним шасі з метою отримання повних швидкісних характеристик. Результати були гарні. Біля землі максимальна швидкість склала 359 км/год, а на необхідних 5000 метрах — 325 км/год. Але система приводу шасі була вельми ненадійною, тому на другому екземплярі, з «Райт-Циклоном», Чернавський шасі не прибирав. 14 квітня на цьому літаку при пробігу після посадки зруйнувався вузол кріплення правої стійки шасі і він ліг на фюзеляж. 25 квітня 1934 Чкалов вилетів до Москви на І-16 з двигуном М-22.

### Державні та військові випробування
Із 7 вересня по 12 жовтня 1934 тривали Державні випробування на підмосковному аеродромі НДІ ВПС у Щелково, які літак не витримав. Державною комісією було винесено низку жорстких зауважень. Командувач ВПС РККА Я. І. Алксніс зробив висновок, що наразі І-16 «не може вважатися військовою винищувальною машиною» та дозволив керувати машиною тільки досвідченим пілотам. А в цей час, тим не менш, йшла підготовка до виробництва винищувача на заводах № 39 в Москві та № 21 в Горькому.
З 28 серпня по 3 листопада 1935 десять І-16 випуску заводу № 39 проходили військові випробування в 107-й авіаескадрильї Брянської авіабригади, отримавши загалом схвальні відгуки стройових пілотів.

### Дебют
1 травня 1934 літак з двигуном М-22 пролетів під час параду в Москві.
В листопаді 1934 на Ходинці в присутності Сталіна та інших партійних керівників Чкалов демонстрував на І-16 фігури вищого пілотажу.
У березні 1935 побудовані спеціально підготовлені І-16 для першої «Червоної п'ятірки» (Коккінаки, Шевченко, Супрун, Євсєєв, Преман) та проведено демонстраційні польоти над Москвою.
У 1935 І-16 експонувався на міжнародній авіаційній виставці в Мілані (як спортивний літак АСБ).

## Виробництво в СРСР

I-16

Серійне виробництво І-16 тип 4 з двигуном М-22 розпочато у 1934 на заводах № 39 (план до кінця року — 50 літаків) та № 21 в (план — 250 літаків). У 1935 виробляється з мотором М-25, радянська копія американського «Райт-Циклон» F-3 (Wright-Cyclone SGR 1820 F-3). Літак продовжував доопрацьовуватися, серійні конструкторські бюро вносили зміни, в результаті чого на Горьківському авіазаводі № 21 цей літак отримав позначення «Тип 5». Вироблявся, також, на авіазаводах № 153 (Новосибірськ) та № 458 (Ростов-на-Дону).

### Кількість вироблених
І-16 перший в світі винищувач, виготовлений в таких масових кількостях. Загалом на авіазаводах СРСР, І-16, разом з навчально-тренувальними УТИ-2 та УТИ-4, вироблено у кількості 10 292 машини.
| Завод                  | 1934 | 1935 | 1936 | 1937 | 1938 | 1939 | 1940 | 1941 | 1942 |
| № 39 (Москва)          | 50   | 4    | 4    | —    | —    | —    | —    | —    | -    |
| № 21 (Горький)         | —    | 527  | 902  | 1881 | 1070 | 1571 | 2207 | 336  | -    |
| № 153 (Новосибірськ)   | —    | —    | —    | 6    | 105  | 264  | 503  | 423  | -    |
| № 458 (Ростов-на-Дону) | —    | —    | —    | —    | —    | —    | —    | 356  | 83   |
| Всього                 | 50   | 531  | 906  | 1887 | 1175 | 1835 | 2710 | 1115 | 83   |

Джерело: Сайт «Военная литература», Маслов М. Истребитель И-16. — М.: Армада, 1997. Глава 1939 год (рос.) [Архівовано 23 січня 2012 у Wayback Machine.]
Випуск І-16 за типами починаючи з 1938:
| Рік            | 1938 | 1939 | 1940 | 1941 | 1942 | Всього |
| -------------- | ---- | ---- | ---- | ---- | ---- | ------ |
| тип 5          | 274  | 53   | —    | —    | —    | 327    |
| тип 10         | 508  | 426  | —    | —    | —    | 934    |
| тип 12         | 12   | —    | —    | —    | —    | 12     |
| тип 15 (УТИ-4) | 352  | 635  | 1103 | 1016 | 83   | 3189   |
| тип 17         | 27   | 314  | —    | —    | —    | 341    |
| тип 18         | —    | 177  | —    | —    | —    | 177    |
| тип 24         | —    | 155  | 760  | 19   | —    | 934    |
| тип 27         | —    | 59   | —    | —    | —    | 59     |
| тип 28         | —    | 16   | 277  | —    | —    | 293    |
| тип 29         | —    | —    | 570  | 80   | —    | 650    |

Джерело: Сайт «Военная литература», Маслов М. Истребитель И-16. — М.: Армада, 1997. Глава 1939—1940 (рос.) [Архівовано 23 січня 2012 у Wayback Machine.]

### Виробництво в інших країнах

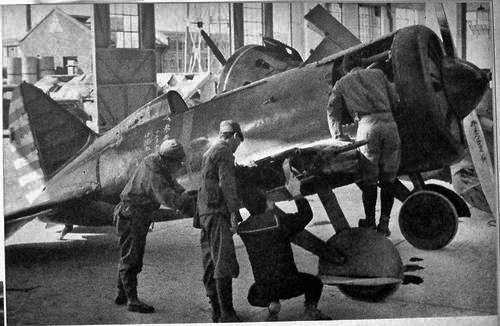
Складання І-16 у Китаї

Іспанія. У серпні 1938 виробництво І-16 тип 10 було розгорнуто на авіазаводі SAF-15 в Аліканте. До кінця року завод закінчив 4 машини, позначені Сн-001 — Сн-004. Ці перші І-16 іспанського складання були озброєні лише двома кулеметами на крилах, тому займали проміжне положення між типами 5 та 10.

Китай. 11 серпня 1939 між СРСР і Китаєм підписано протокол про будівництво в районі Урумчі заводу по складанню І-16. Першу чергу заводу було завершено 1 вересня 1940. Завод був побудований спеціально для складання І-16. В офіційних документах це підприємство позначалося як авіазавод № 600 в Західному Китаї. Перегонка готових І-16 по повітрю до 1940 була практично припинена, тепер винищувачі доставлялися в Китай на вантажних автомобілях у вигляді комплектів деталей. Складання літаків і здійснювалося на заводі № 600. До 1941 р. це було нове підприємство, що знаходиться у стратегічно зручному місці і водночас глибоко в тилу. Завод продовжував будуватися і в перспективі передбачався як повноцінний літакобудівний авіазавод.
У квітні 1941 в Урумчі знаходилося 143 законсервованих І-16, які зберігалися там уже протягом 6-8 місяців. Тоді ж і з'явилося рішення про повернення цих літаків до СРСР, яке почалося вже після початку війни. Після складання, обльоту, нанесення камуфляжу, літаки приймалися військовими пілотами і переганялися до Алма-Ати. До 1 вересня 1941 перегнали 111 літаків, один І-16 було втрачено в горах. Решта 30 І-16 і 2 УТІ-4 пішли в Алма-Ату до кінця року. Протягом 1941 та 1942 завод № 600 займався виготовленням окремих агрегатів для І-16, проте нових літаків тут вже не будували.

### Експорт в інші країни
Іспанія. Усього в період з 1936 по 1938 в Іспанію було відправлено 455 І-16 і 20 УТИ-4. Дійшло до місця призначення відповідно 422 і 4 машини. За іншими відомостями 293, але не більше ніж 350 літаків.

Гоміндановському Китаю було поставлено в період з жовтня 1937 по вересень 1939 — 216 винищувачів І-16 типів 5 та 10.

## Участь у бойових діях

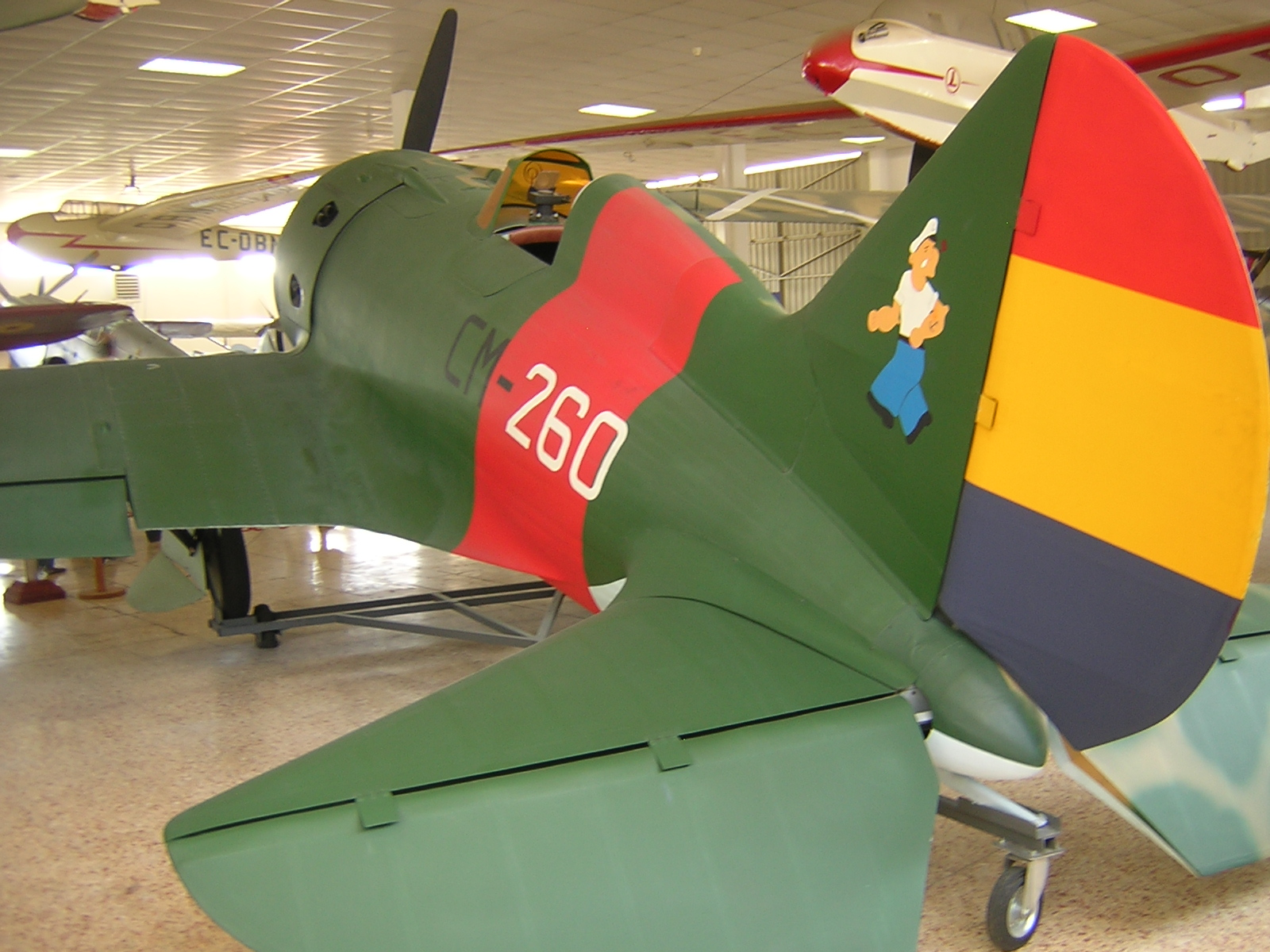
Літак 4-ї ескадрильї ВПС республіканської Іспанії, з емблемою морячка Папая

Брав участь у бойових діях під час Громадянської війни в Іспанії, Радянсько-японських збройних конфліктів, Зимової війни та початкової фази німецько-радянської війни.
І-16 вперше було використано в бойовій обстановці в Іспанії.

### Громадянська війна в Іспанії
26 жовтня 1936 до республіканців прибули перші 16 літаків І-16 тип 5. Разом з літаками прибули льотчики 1-ї авіабригади з Брянська. Групою цих пілотів, що складалася з трьох ескадрилей, командував капітан Тархов. 9 листопада 1936 винищувачі вперше з'явилися в небі над Мадридом. Збито чотири He-51, втрат І-16 не було. Поява І-16 докорінно змінила характер повітряних сутичок. Основні супротивники — німецький винищувач He-51 та італійський Fiat CR.32 значно поступалися йому за своїми льотними даними. 13 листопада 1936 перша втрата І-16 в бою, збито командира групи Сергія Тархова, який згодом помер від поранень у госпіталі. Республіканці дали прізвисько новому літаку «Mosca», іспанською комаха, заколотники — «Rata» (щур), а світові авіаційні видання помилково «охрестили» «Боїнгом». У березні 1938 супротивник захопив перший І-16 тип 5 та 20 жовтня 1938 здійснив обліт трофея у випробувальному центрі Люфтваффе в м. Рехліне.

### Японсько-китайська війна 1937—1945
Під час Японо-китайської війни літаки різними шляхами надходили до Гоміндановського Китаю. Спочатку, після накопичення на аеродромах Алма-Ати, повітряним перелітом, за літаком-лідером СБ-2 до Ланьчжоу. Ця траса завдовжки 2400 км проходила через гірські масиви Тянь-Шаню і пустелі Північно-Західного Китаю. Інший маршрут, з 1938, на вантажівках ЗіС-5 до Хамі. Після складання літаки своїм ходом продовжували шлях до місця призначення. Китайці називали І-16 «Ластівкою».
У жовтні 1937 до Китаю прибули перші І-16 разом з льотчиками. 21 листопада 1937 під Нанкіном стався перший повітряний бій.

### Битва на озері Хасан
І-16 був задіяний під час збройних зіткнень в 1938 році між Японською імперією та СРСР.

### Халхин-Гол

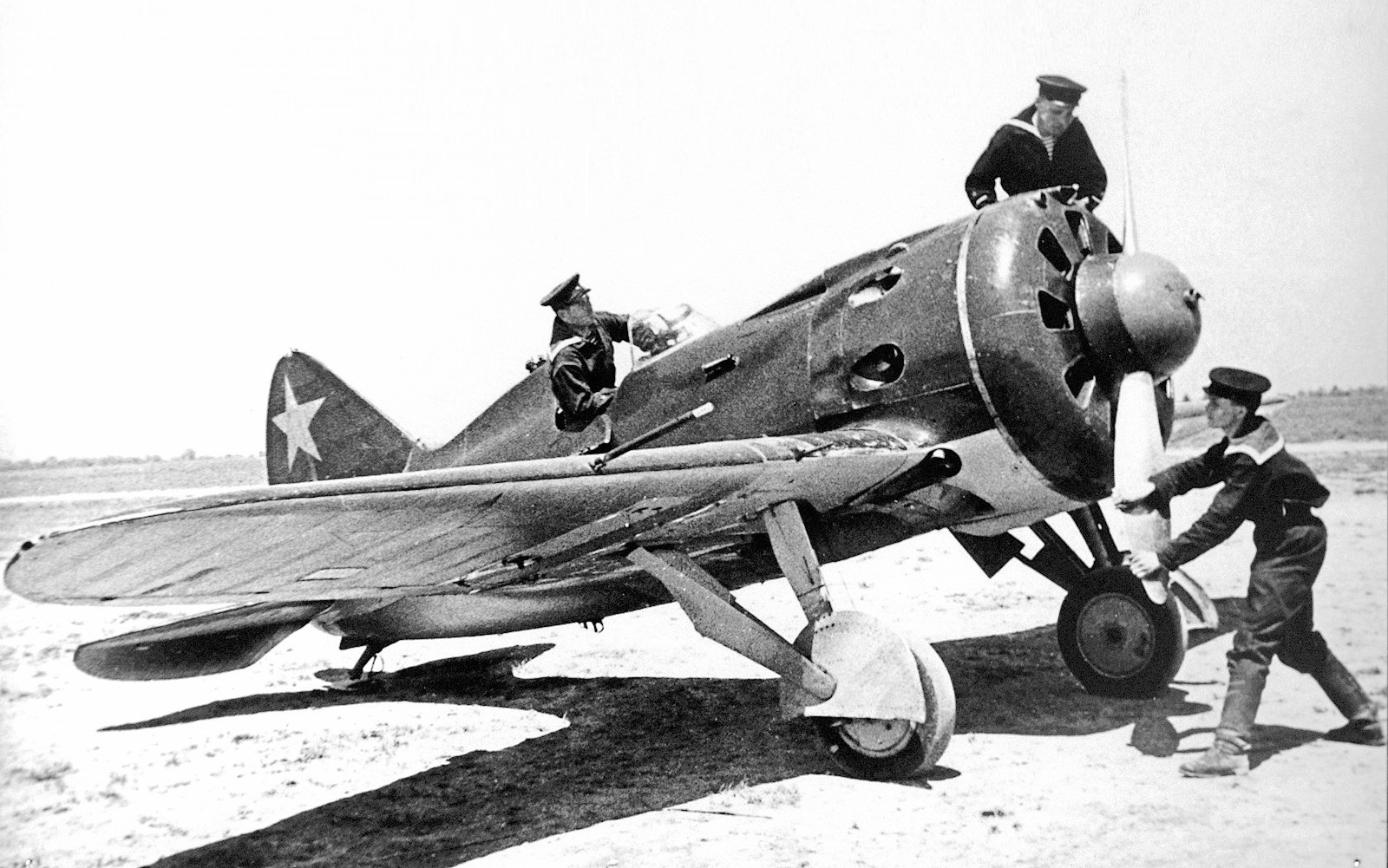
На Халхин-Голі

Наприкінці весни 1939 вибухнув прикордонний збройний конфлікт між Маньчжурською державою та Монгольською Народною республікою, відомий як Бої на Халхин-Голі. 27 травня 1939 І-16 вперше зустрілися з японськими винищувачами І-97. Результати зіткнення були гнітючими, чотири І-16 із заглохлими моторами незабаром вийшли з бою, один було збито, один розстріляний при вимушеній посадці, один перекинувся при приземленні. Цього дня загинуло два льотчики. Надалі повітряні бої розгорілися з новою силою, але радянські пілоти спромоглися виправити ситуацію на свою користь. 22 червня 1939 відбувся найбільший повітряний бій того часу. 120 японських літаків, підняті з аеродромів в Маньчжурії, зустріли 95 радянських винищувачів. На висоті від 2000 до 4000 метрів зав'язався повітряний бій, який тривав протягом 2,5 годин. Втрати сторін: Японія 31 — СРСР 11 літаків. 20 серпня 1939 п'ятірка винищувачів І-16, оснащена підкриловими установками реактивних снарядів РС-82, в небі над ділянкою між річкою Халхін-Гол і містечком Хамар Даба атакувала групу японських бомбардувальників в охороні винищувачів І-97.
Первісна кількість І-16 в Монголії у травні 1939 року склала 76 машин, в основному це був тип 5. У ході бойових дій надходили переважно типи 10 та 17, у серпні загальна кількість склала 200 машин. Усього в конфлікті взяло участь 311 винищувачів І-16.

### Вторгнення в Польщу
Під час розділу Польщі між Німеччиною та СРСР І-16 було задіяно, але у бойових діях літак участі майже не брав, перемог над польськими пілотами не було.

### Зимова війна та Війна продовження
До 30 листопада 1939, напередодні вторгнення РСЧА до Фінляндії, у ВПС Ленінградського ВО знаходилось 410 І-16, в тому числі 39 несправних (без урахування літаків балтфлоту). 1 грудня 1939 стався перший повітряний бій між ВПС РСЧА й авіацією Фінляндії. Фіни втратили один «Брістоль Бульдог».
Найрезультативніший фінський ас Ейно Ілмарі Юутілайнен, до слова, який збив одинадцять І-16 протягом Зимової війни та Війни продовження, порівнюючи його з голландським винищувачем Fokker D.XXI, своїм першим бойовим літаком, зазначав, що: «Fokker D.XXI був наш найкращий винищувач у 1939 році, але радянський Полікарпов І-16 був швидший, з кращою маневреністю, а також мав захисну броню для пілота».

### Німецько-радянська війна
Станом на 22 червня 1941 ВПС західних прикордонних округів налічували 4226 винищувачів. І-16 всіх типів вздовж лінії кордону нараховувалося 1635. По західних військових округах, флотах та військових училищах розподіл І-16 (не враховано УТИ-4) виглядав наступним чином:

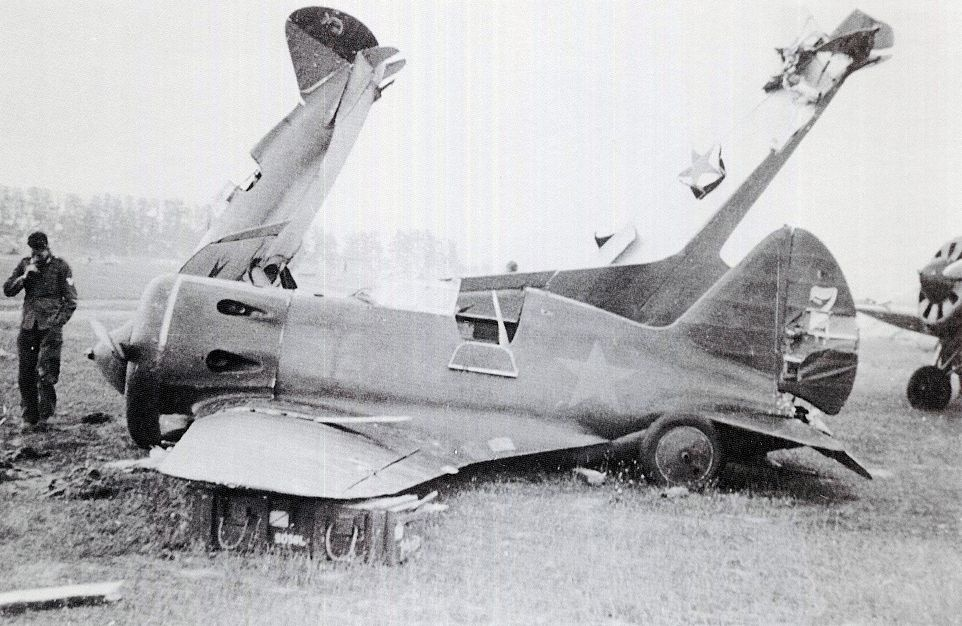
Пружанський аеродром, червень 1941

| Назва округу, флоту тощо | Кількість винищувачів І-16 |
| ------------------------ | -------------------------- |
| Ленінградський           | 396                        |
| Прибалтійский            | 142                        |
| Західний особливий       | 361                        |
| Київський особливий      | 455                        |
| Одеський                 | 143                        |
| Балтійський флот         | 180                        |
| Чорноморський флот       | 148                        |
| Північний флот           | 16                         |
| Тихоокеанський флот      | 155                        |
| Річкові флотилії         | 29                         |
| Льотні училища           | 114                        |
| Інше                     | 2                          |

Джерело: Сайт «Военная литература», Маслов М. Истребитель И-16. — М.: Армада, 1997. Глава И-16 в Великой Отечественной войне (рос.) [Архівовано 23 січня 2012 у Wayback Machine.]
І-16 виявився першим збитим літаком німецько-радянської війни. 22 червня 1941 в районі Львова, приблизно о 3:40 ранку, його збив на Messerschmitt Bf 109E обер-лейтенант Люфтваффе Роберт Олійник, із винищувальної ескадри JG 3.
У середині 1945 888-й ВАП Далекосхідного фронту, останній в СРСР полк на І-16, пройшов перенавчання на винищувач Bell P-63 Kingcobra.

## І-16 на озброєнні в інших країнах

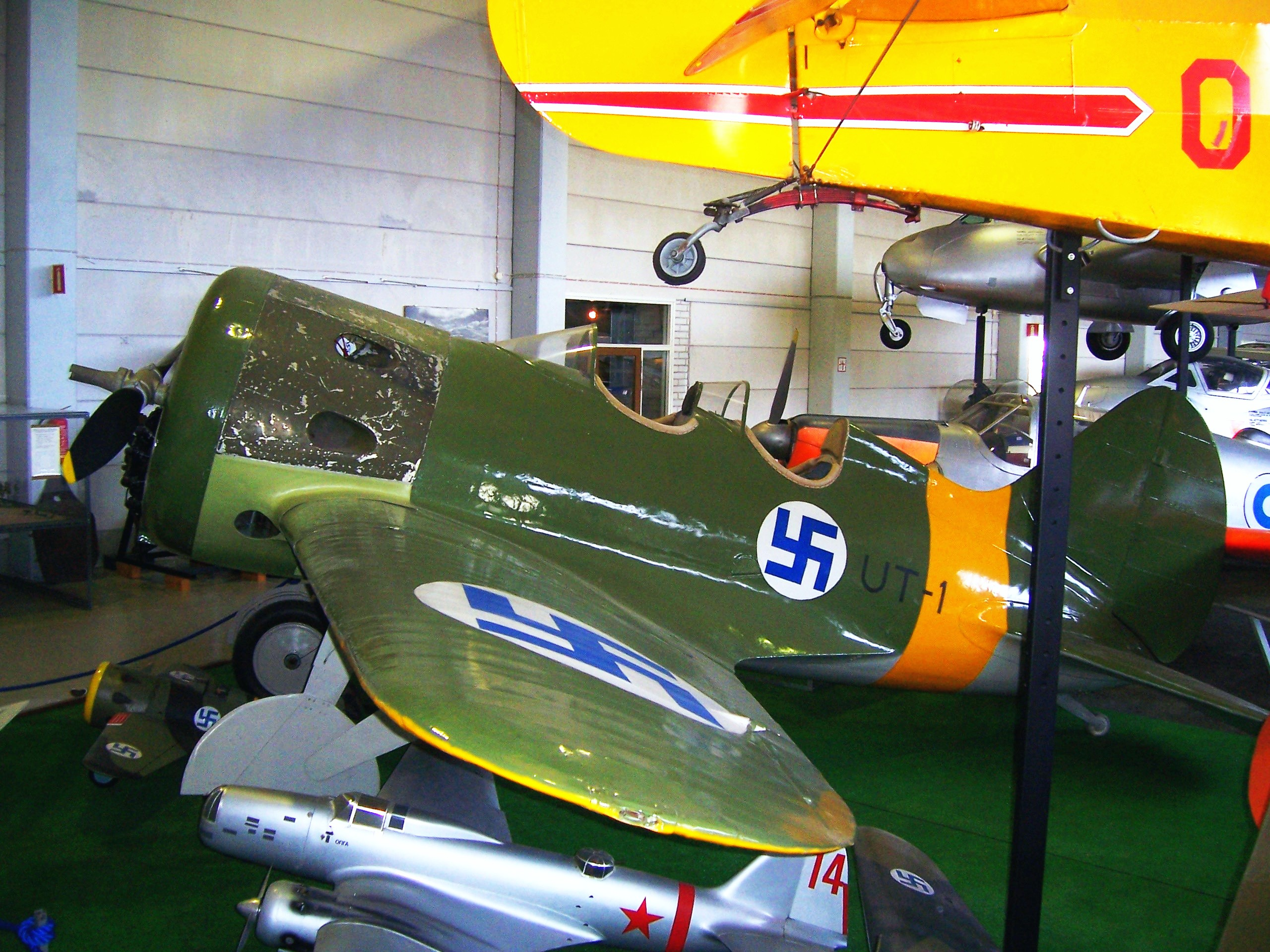
Трофейний УТИ-4. Музей фінських ВПС. Єдиний екземпляр літака, що зберігся

Іспанія. Десять машин, що перебували на озброєні у республіканців, наприкінці громадянської війни дісталися прибічникам генерала Франко. У складі Grupo 28, що базувалася на аеродромі Сан-Хуан на Мальорці (Балеарські острови), знаходилося 22 літаки І-16 різних типів. Восени 1940 всі І-16 були переведені до Севільї, де літали в складі Grupo 26. У 1941 доведено до льотного стану ще 30 машин. Мали позначення від 1W-1 до 1W-52. У 1945 літаки типу І-16 отримали позначення С.8. Grupo 26 приблизно в цей же час була перейменована в Grupo 22. Переважно використовувалися як навчальні та перебували на озброєнні Іспанських ВПС до 1953. Останній політ бойового І-16 ВПС Іспанії, здійснив льотчик Мігель Ентре 15 серпня 1953.

Фінляндія. Один І-16 тип 18 дістався фінам в 1940. Машина після захоплення була відремонтована і доведена до льотного стану. Використовувати цей літак фінськім пілотам не довелося — на початку 1941 його передали Люфтваффе. У період Війни продовження фіни захопили ще п'ять І-16, а 8 вересня 1941, в районі річки Свір — УТИ-4. До льотного стану був доведений один І-16 тип 5 та УТИ-4. І-16 експлуатувався до 1943. УТИ-4 зберігся до наших днів, експонується в авіаційному музеї в Гельсінкі і є єдиним в світі збереженим УТІ-4.

### Виноски
1. ↑  Абревіатура, переклад з російської — Навчально-тренувальний винищувач; двомісний, без озброєння.
2. ↑  Залізи — обтікачі, що забезпечують плавне (без завихорень, застійних зон та зривів) обтікання місць з'єднання різних агрегатів літака, наприклад стику крила з фюзеляжем, двигуна з крилом і т. п.
3. ↑  БС — (Березіна синхронний), 12,7-мм кулемет авіаційний зброяра Березіна М.Є. Випускався на Тульському збройовому і Іжевському машинобудівному заводах з 1940.
4. ↑  Два пілота: курсант та інструктор.
5. ↑  Без використання гальм та закрилків. Також для типів 17,18 та 27.
6. ↑  Ескіз — попередні начерки у вигляді креслення або малюнка.
7. ↑  Кільце Тауненда та капот NACA — кільцеві обтікачі радіального авіаційного мотора, призначені для зниження лобового опору повітря. Покращують охолодження мотора, що як наслідок, збільшує швидкість на висоті. Кільце Тауненда та капот NACA керують потоками повітря між обтікачем та циліндрами, з зовнішньої та внутрішньої сторони обтікача. Головна відмінність капота NACA від кільця Тауненда в тому, що він (Капот NACA) прямує повітря на охолодження не тільки циліндрів, а також і двигуна. До середини 30-х років обидва винаходу були конкурентами, але згодом переміг капот NACA. Кільце Тауненда використовувалося, зокрема, на центральному моторі транспортного літака Junkers Ju 52.
8. ↑  Радянський авіамотор М-22, ліцензійна копія американського радіального двигуна «Райт-Циклон» F-2 (англ. Wright F-2 Cyclone), розробленого компанією «Curtiss-Wright». Мотори «Райт-Циклон» широко використовувалися у світовому авіабудуванні з 1930-х по 1950-ті роки.
9. ↑  Центральний аеродром імені М. В. Фрунзе.
10. ↑  Завод №39 виробив до кінця 1934 року 50 літаків з серійними номерами з 123901 по 123950 (1239×× означає — ЦКБ-12, випуску заводу №39, далі власне порядковий номер), №21 — жодного.
11. ↑  Разом з типом 18.
12. ↑  Разом з типом 27.
13. ↑  Bell P-63 Kingcobra — американський винищувач-бомбардувальник. Був розвитком літака Bell P-39 Airacobra від якого успадкував в першу чергу оригінальний фюзеляж. Був запущений у серію у вересні 1942. За час виробництва, що закінчився в 1945, було побудовано більше ніж 3300 літаків Kingcobra кількох модифікацій.